# لین گوی
لین گوی (انگلیسی: Lin Gui؛ زادهٔ ۱ اکتبر ۱۹۹۳) یک بازیکن تنیس روی میز اهل برزیل است.
وی در مسابقات کشوری و بین‌المللی در مجموع برنده ۴ مدال طلا، ۲ مدال نقره شده‌است.